# Hiram Belcher

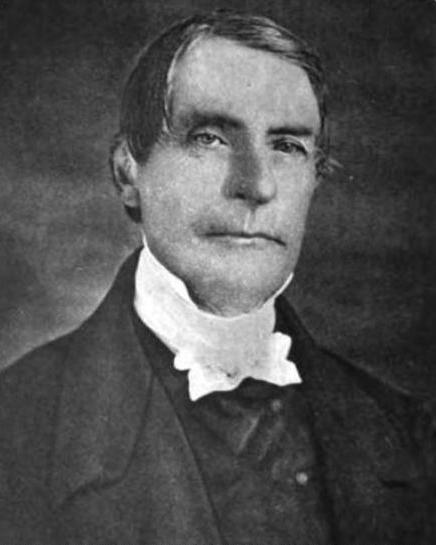
Hiram Belcher

Hiram Belcher (* 23. Februar 1790 in Hallowell, Kennebec County, Massachusetts; † 6. Mai 1857 in Farmington, Maine) war ein US-amerikanischer Politiker. Zwischen 1847 und 1849 vertrat er den Bundesstaat Maine im US-Repräsentantenhaus.

## Werdegang
Hiram Belcher wurde 1790 in Hallowell geboren, das damals noch Teil von Massachusetts war und seit 1820 zum Staat Maine gehört. Er besuchte die öffentlichen Schulen seiner Heimat. Nach einem anschließenden Jurastudium und seiner im Jahr 1812 erfolgten Zulassung als Rechtsanwalt begann er in Farmington in seinem neuen Beruf zu praktizieren. Zwischen 1814 und 1819 war er in dieser Stadt auch Ratsschreiber (Town Clerk). In den Jahren 1822, 1829 und 1832 war er Abgeordneter im Repräsentantenhaus von Maine. Von 1838 bis 1839 gehörte Belcher dem Staatssenat an.
Belcher war Mitglied der Whig Party und wurde 1846 als deren Kandidat im dritten Wahlbezirk von Maine in das US-Repräsentantenhaus in Washington, D.C. gewählt, wo er am 4. März 1847 die Nachfolge von Luther Severance antrat. Da er im Jahr 1848 auf eine weitere Kandidatur verzichtete, konnte Belcher bis zum 3. März 1849 nur eine Legislaturperiode im Kongress absolvieren. Dort war er Vorsitzender des Committee on Mileage. In dieser Zeit ging der Mexikanisch-Amerikanische Krieg zu Ende. Damals fielen große Gebiete im Westen und Südwesten des nordamerikanischen Kontinents an die Vereinigten Staaten, darunter die künftigen Bundesstaaten Kalifornien, Arizona, New Mexico, Oklahoma, Utah und Colorado.
Nach dem Ende seiner Zeit im US-Repräsentantenhaus arbeitete Hiram Belcher wieder als Anwalt in Farmington. Dort ist er am 6. Mai 1857 auch verstorben.